# Aaron Rochin
Aaron Rochin ist ein amerikanischer Toningenieur. Er gewann 1979 den Academy Award (Oscar) für den besten Ton und war acht weitere Male in dieser Kategorie nominiert. Er war zwischen 1970 und 1998 tätig.

## Auszeichnungen
Gewonnen
- 1978: Die durch die Hölle gehen (The Deer Hunter)[1]

Nominiert
- 1975: Der Wind und der Löwe (The Wind and the Lion)[2]
- 1976: King Kong[3]
- 1979: Meteor[4]
- 1980: Fame – Der Weg zum Ruhm (Fame)[5]
- 1983: WarGames – Kriegsspiele (WarGames)[6]
- 1984: 2010: Das Jahr, in dem wir Kontakt aufnehmen (2010)[7]
- 1987: RoboCop[8]
- 1990: Die totale Erinnerung – Total Recall (Total Recall)[9]